# Asterina hederae
Asterina hederae är en svampart som beskrevs av Desm. Asterina hederae ingår i släktet Asterina och familjen Asterinaceae.   Inga underarter finns listade i Catalogue of Life.